# Palazzo Salviati (Dorsoduro)
Palazzo Salviati è un edificio civile veneziano sito nel sestiere di Dorsoduro e affacciato sul Canal Grande tra Palazzo Barbaro Wolkoff e Palazzo Orio Semitecolo Benzon.

## Storia
L'edificio è stato edificato come negozio e fornace della vetreria Salviati tra il 1903 e il 1906, su disegno dell'architetto Giacomo Dell'Olivo. La ditta venne fondata nel 1859 ad opera di Antonio Salviati. Nel 1924 il palazzetto subì una profonda ristrutturazione, che comportò la sopraelevazione di un piano e la collocazione di un grande mosaico in facciata.

## Descrizione
La facciata, dall'aspetto piuttosto semplice, sarebbe priva di ogni interesse se non fosse per la presenza del grande mosaico centrale, ai cui fianchi si aprono delle monofore a tutto sesto. Lo stesso schema viene ripreso anche al piano superiore, che vede anche l'inserimento di una bifora centrale. Il pianterreno è dominato da tre grandi archi.